# Подкова
Подко́ва (болг. Подкова) — село в Кирджалійській області Болгарії. Входить до складу общини Кирково.

## Населення
За даними перепису населення 2011 року у селі проживали 357 осіб.
Національний склад населення села:
| Національність   | Кількість осіб | Відсоток |
| ---------------- | -------------- | -------- |
| турки            | 303            | 91,3%    |
| болгари          | 28             | 8,4%     |
| цигани           | 0              | 0%       |
| Всього відповіли | 332            |          |

Розподіл населення за віком у 2011 році:
Динаміка населення: